# Attaque Team Gusto
Attaque Team Gusto (Kod UCI: ATG) – tajwańsko-słoweńska zawodowa grupa kolarska istniejąca w latach 2014-2017. Od początku swojego istnienia znajdowała się w dywizji UCI Continental Teams. W latach 2014–2016 grupa mieściła się w Chińskim Tajpej, a w roku 2017 przeniosła swoją siedzibę do Słowenii. Wraz z sezonem 2018 zespół Attaque Team Gusto połączył siły ze słoweńską grupą Rog-Ljubljana, aby razem stworzyć zespół Ljubljana Gusto Xaurum, będący kontynuacją tej grupy.

## Skład 2017
| Imię i nazwisko      | Data urodzenia         | Narodowość        |
| -------------------- | ---------------------- | ----------------- |
| Alistair Donohoe     | 3 marca 1995(dts)      | Australia         |
| Timothy Guy          | 16 maja 1989(dts)      | Australia         |
| Benjamin Hill        | 5 lutego 1990(dts)     | Australia         |
| Huang Wen-chung      | 20 września 1990(dts)  | Chińskie Tajpej   |
| Guy Kalma            | 19 stycznia 1995(dts)  | Australia         |
| Vladimir Kerkez      | 1 marca 1984(dts)      | Słowenia          |
| Nik Kranjec          | 26 maja 1998(dts)      | Słowenia          |
| Martin Lavric        | 28 listopada 1998(dts) | Słowenia          |
| Lu Shao-hsuan        | 26 marca 1994(dts)     | Chińskie Tajpej   |
| Alder Martz          | 9 listopada 1990(dts)  | Stany Zjednoczone |
| Jaka Paulic          | 29 listopada 1998(dts) | Słowenia          |
| Szymon Sajnok        | 24 sierpnia 1997(dts)  | Polska            |
| Aleksandr Szuszemojn | 26 lutego 1987(dts)    | Kazachstan        |
| Mario Vogt           | 17 stycznia 1992(dts)  | Niemcy            |

## Nazwa grupy w poszczególnych latach
| lata      | nazwa              |
| --------- | ------------------ |
| 2014      | Team Gusto         |
| 2015–2017 | Attaque Team Gusto |